# Pseudotmesisternus vestitus
Pseudotmesisternus vestitus là một loài bọ cánh cứng trong họ Cerambycidae.